# 1098 Hakone
1098 Hakone eller 1928 RJ är en asteroid i huvudbältet som upptäcktes 5 september 1928 av den japanska astronomen Okuro Oikawa i Tokyo. Den har fått sitt namn efter den japanska vulkanen Hakone.
Asteroiden har en diameter på ungefär 26 kilometer.